# Turn Around (album van Jonny Lang)
Turn Around is het vijfde album van gitarist Jonny Lang, uitgegeven in 2006. Op 11 februari 2007 won het een Grammy voor Best Rock or Rap Gospel Album.

## Tracklist
1. Intro – :17
2. Bump in the Road – 3:40
3. One Person at a Time – 3:02
4. The Other Side of the Fence – 3:04
5. Turn Around – 4:41
6. My Love Remains – 3:51
7. Thankful – 4:04
8. Only a Man – 4:15
9. Don't Stop (For Anything) – 5:00
10. Anything's Possible – 3:49
11. Last Goodbye – 3:56
12. On my Feet Again – 4:23
13. That Great Day – 4:36
14. It's Not Over – 5:32
15. Outro – :50